# NGC 6895
NGC 6895 – chmura gwiazd znajdująca się w gwiazdozbiorze Łabędzia, być może gromada otwarta. Odkrył ją William Herschel 30 września 1790 roku. Znajduje się w odległości ok. 3700 lat świetlnych od Słońca oraz 27,7 tys. lat świetlnych od centrum Galaktyki.